# Giovanni Bresadola
Giovanni Bresadola (Cles, 17 febbraio 2001) è un saltatore con gli sci italiano.

## Biografia
È fratello minore di Davide Bresadola, che vanta tre partecipazione olimpiche a Torino 2006, Soči 2014 e Pyeongchang 2018.
Originario di Ossana e attivo in gare FIS dall'agosto del 2014, ha esordito in Coppa del Mondo il 13 gennaio 2019 in Val di Fiemme (59º), ai Mondiali di volo a Planica 2020 (24º nella gara individuale), ai Campionati mondiali a Oberstdorf 2021, dove si è classificato 47º nel trampolino normale e ai Giochi olimpici invernali a Pechino 2022, dove si è piazzato 41º nel trampolino normale e 35º nel trampolino lungo; ai successivi Mondiali di volo di Vikersund 2022 è stato 21º nella gara individuale e ai Mondiali di Planica 2023 si è classificato 41º nel trampolino normale, 45º nel trampolino lungo e 9º nella gara a squadre mista. Ai Mondiali di volo di Tauplitz 2024 si è classificato 15º nella gara individuale.

## Palmarès

### Coppa del Mondo
- Miglior piazzamento in classifica generale: 31º nel 2024

### Coppa Continentale
- Miglior piazzamento in classifica generale: 103º nel 2020

### Campionati italiani
- 1 medaglia:
  -  1 oro (trampolino normale nel 2019)[senza fonte]